# Idioma zazao
El zazao es una lengua oceánica hablada en las Islas Salomón. Sus hablantes viven en la Isla de Santa Isabel. Está clasificado como “en peligro crítico” por el Atlas de las lenguas del mundo en peligro de la UNESCO, debido a que sus hablantes suelen hablar el idioma cheke holo o el idioma zabana.